# Anopheles cruzii
Anopheles cruzii är en tvåvingeart som beskrevs av Dyar och Frederick Knab 1908. Anopheles cruzii ingår i släktet Anopheles och familjen stickmyggor. Inga underarter finns listade i Catalogue of Life.